# Salvatore Piccolo (1911)
Salvatore Piccolo (Brusciano, 20 novembre 1911 – Napoli, 17 aprile 1984) è stato un politico e avvocato italiano, eletto al Senato della Repubblica nella V legislatura della Repubblica Italiana.

## Biografia
Presiedette il Consiglio d'amministrazione dell'Istituto tecnico industriale "Leonardo da Vinci" di Napoli e la Commissione provinciale della II. DD. della stessa città. Da parlamentare fu componente della Commissione parlamentare per il parere al ministro dei trasporti e dell'aviazione civile sugli interventi nel settore aeroportuale, della
2ª Commissione permanente (Giustizia e autorizzazioni a procedere), della 7ª Commissione permanente (Lavori pubblici, Trasporti, Poste e Tel. e Marina Mercantile), della
Commissione parlamentare per la vigilanza sulle radiodiffusioni e della Commissione parlamentare per il parere al governo sulle norme delegate in materia di edilizia.